# Platypelis tsaratananaensis
Platypelis tsaratananaensis är en groddjursart som beskrevs av Jean Guibé 1974. Platypelis tsaratananaensis ingår i släktet Platypelis och familjen Microhylidae. IUCN kategoriserar arten globalt som sårbar. Inga underarter finns listade i Catalogue of Life.